# 六团社区应急物资配送中心
六团社区应急物资配送中心，是设置于上海轨道交通21号线上的一处平急两用设施，位于上海市浦东新区川沙新镇，德兴街以西的川六公路下方。
该设施为地下二层建筑，按12m单柱双跨方案设置，主体规模200 m×19.6 m。地下一层平时为应急物资仓库，建筑面积7318㎡（其中，南侧站体区域5306㎡、北侧附属设施2012㎡）。地下二层为地铁明挖区间，建筑面积4683㎡，战时为人防疏散干道。道路北侧有地上建筑576㎡，包括设置1个双车道出入口。
国家发改委2022年批复的建设规划中，21号线东延伸仅设4座车站；在实施阶段，相比中央批复内容增加了闻居路站一座车站与本设施。本设施规模形制与一般车站相当，但尚无作为客运车站开通使用的公开计划。未来可结合周边地块的开发，将部分仓储功能转换为停车设施。

## 沿革
- 2023年8月11日，专项规划草案公示[8]
- 2023年9月28日，设计方案公示[9][10]
- 2023年11月24日，详细规划公示[11]，由上海市地下空间设计研究总院编制[12][7]
- 2023年12月27日，设计方案第二次公示。调整了各层建筑面积[2][1]。
- 2024年1月17日，可行性研究报告获批，建设工期为30个月[3]
- 2024年1月20日，工程公告招标[4]